# Fatima Abdel Mahmoud
Pour les articles homonymes, voir Mahmoud.
Fatima Ahmed Abdel Mahmoud, née le 27 juillet 1944 à Omdurman au Soudan et morte le 22 juillet 2018 à Londres (Royaume-Uni), est une femme politique soudanaise, chef de l'Union socialiste démocratique soudanaise.
Dans les années 1970, elle a été l'une des premières femmes à occuper une fonction de ministre au Soudan, et elle a pris part en avril 2010 aux élections en tant que première femme candidate à l'élection présidentielle dans son pays.

## Biographie

### Carrière parlementaire
Fatima Abdel Mahmoud a étudié la médecine à Moscou (Russie) dans les années 1960 et obtenu un diplôme en pédiatrie. En 1973, elle a été nommée vice-ministre de la Jeunesse, des Sports et des Affaires Sociales. Cette nomination, à une époque où le taux d'alphabétisation des femmes soudanaises est estimé à environ 10 %, a été remarquée, avec celle de Sayeda Nafisa Ahmed al Amin. Elle a été membre du Parlement pendant 10 ans. Elle a été également ministre des affaires sociales entre 1976 et 1979.

### Candidature présidentielle
En avril 2010, au Soudan ont eu lieu les premières élections régionales, législatives et présidentielle depuis 1986. La candidature présidentielle d'Abdel Mahmoud, ainsi que celle de deux autres participants, a été rejetée en janvier 2010 par la Commission électorale nationale soudanaise, estimant qu'elle n'avait pas réussi à obtenir les signatures nécessaires à sa candidature. Abdel Mahmoud et ses partisans ont protesté contre la décision, et sa candidature a été rétablie par une cour d'appel avant les élections.
De nombreux partis d'opposition ont finalement boycotté le scrutin, affirmant qu'il était truqué en faveur du président sortant, Omar al-Bashir. Elle s'est positionné en onzième position avec 0,3 % des voix exprimés, Omar al-Bashir remportant l'élection, . En 2015, elle a participé aux élections au  Soudan, et s'est positionnée en troisième position, bien que son parti n'ait obtenu aucun siège au Parlement.

### Autre activité
Fatima Abdel Mahmoud a occupé la chaire UNESCO pour les femmes en science et technologie.